# ショーン・ニコルズ
ショーン・ニコルズ（Shaun Nichols, 1964年2月7日 - ）は、アメリカ合衆国の哲学者。
現在、コーネル大学の哲学教授。
認知科学の哲学、道徳心理学、心の哲学を専門としている。

## 略歴
スタンフォード大学で哲学の学士号を取得した後、スティーブン・スティッチの指導の下、1992年にラトガーズ大学で哲学の博士号を取得した。
ニコルズは実験哲学という分野における主要な貢献者であり、2005年にSociety for Philosophy and Psychologyからスタントン賞を授与された。
チャールストン大学、アリゾナ大学を経て、2019年からはコーネル大学で教鞭をとっている。

## 哲学
彼の初期の研究は、心の理論と想像力の本性に関する問題を主に扱うものだった。
ニコルズの現在の研究プロジェクトは、実験哲学、道徳心理学、ベイズ的認知科学、文化進化、自由意志、そして自己の研究である。

### 実験哲学
実験哲学の分野では、意味についての直観の異文化間差、自由意志、意図的行為、道徳的判断の本性、その他多くの重要な哲学的概念に関する問題を扱ってきた。

## 著作

### 単著・共著
- Nichols, S. 2004. Sentimental Rules: On the Natural Foundations of Moral Judgment. New York: Oxford University Press. ISBN 978-0-19-516934-8
- Nichols, S. and Stich, S. 2003. Mindreading: An Integrated Account of Pretense, Self-awareness and Understanding Other Minds. Oxford: Oxford University Press. ISBN 978-0-19-823609-2

### 編著
- Knobe, J. & Nichols, S. 2008. Experimental Philosophy. New York: Oxford University Press. ISBN 978-0-19-532325-2
- Nichols, S. 2006. The Architecture of the Imagination: New Essays on Pretense, Possibility, and Fiction. Oxford: Oxford University Press. ISBN 978-0-19-927572-4
- Nadelhoffer, T., Nahmias, E., & Nichols, S. 2012. Moral Psychology: Historical and Contemporary Readings. Malden, MA: John Wiley & Sons